# Hells Canyon
L'Hells Canyon è un canyon di 16 km di larghezza situato lungo il confine orientale dell'Oregon, a est di Washington e nell'Idaho occidentale, negli Stati Uniti. Fa parte dell'Hells Canyon National Recreation Area ed è la gola più profonda del Nord America con uno strapiombo di 2.436 m.